# Le Trône de Fer (jeu de société)
Pour les articles homonymes, voir Trône (homonymie) et Le Trône de fer (homonymie).
Le Trône de Fer est un jeu de société créé par Christian T. Petersen en 2003 et édité par Fantasy Flight Games. Il est inspiré du célèbre cycle de romans éponyme de George R. R. Martin. Une deuxième édition du jeu, intégrant des nouveautés et des éléments des extensions de la première édition, est sortie en 2011 en anglais et en 2012 en français.
Pour 3 à 6 joueurs, à partir de 12 ans pour environ 150 minutes.
Le jeu se passe sur le continent de Westeros, où se déroule la plus grande partie de l'action des romans de George R. R. Martin. La situation est la même qu'au début de leur histoire : Robert Baratheon, roi des Sept Couronnes, vient de mourir, et les grandes maisons nobles du royaume, chacune contrôlée par un joueur, s'affrontent pour le trône de fer et le titre de nouveau souverain.

## Principe général
À la tête de leurs armées, les joueurs s'affrontent pour le contrôle des principales villes de Westeros. Le jeu utilise le mécanisme de la programmation : chaque joueur décide en secret des ordres qu'il donne à ses troupes, puis tous les ordres sont révélés et exécutés. Les armées peuvent attaquer, défendre, se déplacer, soutenir d'autres armées en combat, ou harceler les territoires voisins occupés par l'ennemi pour le désorganiser et annuler ses ordres. Dans un mécanisme semblable à Dune, l'issue des batailles est déterminée par la puissance des troupes engagées de part et d'autre mais aussi par des cartes de Maison, propres à chaque camp, représentant les personnages importants des romans.
Le jeu est rythmé par des évènements aléatoires tirés chaque tour, qui peuvent influer sur les batailles et modifier les rapports de force entre les joueurs.
Parallèlement aux batailles, grâce aux points de pouvoir obtenus par le contrôle des territoires, les joueurs s'affrontent également dans un jeu d'enchères visant à classer les maisons sur trois tables, représentant des domaines d'influence :
- Le Trône de Fer représente la légitimité des prétentions au trône de chaque maison : il détermine l'ordre de jeu entre les différents joueurs. De plus, le joueur le plus influent dans ce domaine reçoit le marqueur Trône de Fer, qui lui confère le pouvoir de trancher toutes les situations d'égalité qui peuvent survenir en cours de jeu, sauf pour l'issue des batailles.
- Les Fiefs indiquent le soutien accordé à chaque grande maison par les divers nobles mineurs de Westeros qui se battent à leurs côtés : en cas d'égalité pendant une bataille, c'est le joueur le mieux placé sur la table des Fiefs qui triomphe. De plus, le joueur le plus influent dans ce domaine reçoit le marqueur Lame d'acier valyrien, qui lui permet, une fois par tour, d'ajouter 1 à la puissance d'une de ses armées en combat.
- La Cour du Roi représente l'habileté de chaque maison dans les jeux d'intrigue, de désinformation et de bluff qui se jouent entre les puissants de Westeros. L'information étant l'un des nerfs de la guerre, avoir une bonne position sur cette table permet de donner des ordres plus efficaces à ses troupes. De plus, le joueur le plus influent dans ce domaine reçoit le marqueur Messager corbeau, qui lui permet de changer l'un de ses ordres après que les ordres de tous les joueurs aient été révélés.

Enfin, les joueurs doivent aussi veiller à la logistique de leurs troupes : certains territoires produisent des points de ravitaillement, dont dépendent la taille maximale des armées que peut contrôler un joueur.
Il s'agit donc d'un jeu de conquête, de stratégie et de bluff.

## Règle du jeu

### Matériel
- un plateau de jeu en 6 panneaux représentant le royaume des Sept Couronnes
- un livret de règles
- 100 unités en bois (4 chevaliers, 10 fantassins, et 6 bateaux aux couleurs de chaque maison)
- 75 jetons d'ordres ronds (15 aux couleurs et blason de chaque maison)
- 100 jetons de pouvoir (20 aux couleurs et blason de chaque maison)
- 15 pions d'influence (3 aux couleurs et blason de chaque maison)
- 5 pions de ravitaillement (1 par maison, blasonné)
- 35 cartes de bataille (7 par maison, blasonnées au dos)
- 5 cartes de départ (1 par maison)
- 30 cartes westeros (numérotées à leur dos de I à III, pour être réparties en trois piles)
- 1 pion sauvageon
- 3 villes neutres
- 3 marqueurs spéciaux (Trône de fer, corbeau messager, et lame d'acier valyrien)
- 1 marqueur de tour

### Mise en place
On distribue 5 pions pouvoir par personne, un fantassin et un chevalier sur chaque Capitale (Winterfell, Pyke, Peyredragon, Port Lannis, et Hautjardin), quelques unités en plus, les dix cartes de chaque numéro (I, II et III) en piles séparées, le marqueur tour sur 1, les ordres de chacun avec son éventuel symbole devant lui, les trois forces neutres sur leur ville d'origine (Sunspear = Lancehelion, Port Real et les Eyrie).
Chaque joueur reçoit la carte de description de sa maison, indiquant sa position de départ et ses positions sur l'échelle d'approvisionnement, le Trône de Fer, le Fief et la Cour du Roi et par conséquent, l'ordre de jeu initial.

### But du jeu
- contrôler 7 forteresses / cités à n'importe quel moment. (3 à 6 joueurs)
- avoir le plus de forteresses /cités à la fin du tour dix. En cas d'égalité, départager à la place de ravitaillement, puis au nombre de pouvoir. Si l'égalité perdure, c'est la place dans la piste Trône de Fer qui désigne le vainqueur.

### Déroulement
Chaque tour de jeu est divisé en 3 phases, la première phase étant évitée au premier tour :

#### Phase de Westeros
On révèle la première carte de chaque pile (I, II et III). L'effet de ces cartes vaut pour tous les joueurs pour ce tour. Dans chacune des piles se trouvent une carte Jour d'été, qui fait que rien ne se passe de spécial, et une L'hiver vient, qui fait mélanger le paquet et retirer une carte.
- La pile I comporte des cartes ravitaillement et des cartes recrutement. Les cartes ravitaillement font que les tailles permises des armées sont réévaluées, et les cartes recrutement permettent à chaque joueur de poser de nouvelles unités (fantassins, chevaliers et bateaux) sur ses cités et forteresses. Les joueurs ne peuvent donc pas prévoir, d'un tour à l'autre, si de nouvelles unités seront recrutées au tour suivant ou non.
- La pile II comporte des cartes jeu des trônes et des cartes bataille des rois. Les jeux des trônes font que chaque joueur reçoit un pion d'ordre par couronne qu'il contrôle (Port Real est le seul fief à en rapporter deux) Les batailles des rois lancent une vente aux enchères pour les positions sur les 3 tables d'influence, en commençant par le Trône de fer, puis les fiefs et enfin la cour du roi.
- La pile III contient des évènements divers : 4 cartes de restrictions empêchant tous les joueurs de jouer certains ordres pendant le tour, et 4 cartes attaque des Sauvageons. Il faut défendre le royaume contre les Sauvageons en misant des pions de pouvoirs pour éviter de perdre des unités.

#### Phase de pose des ordres et de diplomatie
Chaque joueur pose un ordre par case avec des unités, face cachée. Dans le même temps, on fait ses arrangements, alliances et traîtrises avec ses adversaires.

#### Révélation et exécution des ordres
Tous les joueurs révèlent leurs ordres en même temps au bout d'un temps décidé à l'avance ou par accord mutuel. Les ordres actifs sont alors joués dans l'ordre suivant : les raids (le roi joue son premier ordre de raid, le deuxième son premier ordre de raid, etc., puis le roi joue son deuxième ordre de raid, etc.), puis les ordres de marche (même fonctionnement), et enfin les ordres de consolidation de pouvoir (qui permet de récupérer des pions pouvoir, "monnaie" qui servira à se positionner sur les pistes et contrer les sauvageons).
Un ordre de raid permet d'annuler un ordre adverse raid, ou soutient, ou consolidation de pouvoir contigüe. L'ordre de marche permet de déplacer ses unités. L'ordre de défense ajoute un soutien défensif, l'ordre de soutien permet de soutenir des unités voisines.
Les joueurs ont aussi à disposition des ordres spéciaux, déclinaison des ordres précédents mais avec un pouvoir augmenté : un raid spécial permet aussi par exemple d'annuler un ordre défense, un ordre pouvoir spécial permet de recruter une unité. Mais les joueurs sont limités selon leur position sur la piste d'influence dans leur ordre spéciaux: ils ne peuvent en jouer que 0, 1, 2 ou 3 par tour.

#### Combat
Si un ordre de marche entraîne une armée sur un territoire contrôlé par un autre joueur il y a combat. C'est le cœur du jeu. En fonction de la taille des armées, du type d'ordre de marche et de défense sur les cases, des soutiens éventuels provenant des cases adjacentes, du +1 pour le joueur qui possède la lame d'acier, et des cartes maisons, le joueur ayant le meilleur score (le mieux placé sur la piste des fiefs en cas d'égalité) remporte la bataille. Selon les cartes jouées, son adversaire perd une partie de ses armées; les armées non perdues sont en déroute : elles doivent être "évacuées" sur une case adjacente libre et ne pourront plus jouer durant ce tour. Elles sont réactivées au tour suivant. Des armées en déroutes attaquées ne peuvent se défendre et sont éliminées du jeu.

#### Fin de la partie
La partie prend fin lorsqu'un des joueurs conquiert sept forteresses/cités. Sinon la partie s'arrête au bout de dix tours de jeu et c'est le joueur qui possède le plus de forteresses/cités qui gagne. En cas d'égalité, le départage se fait au nombre de territoires contrôlés puis aux pions d'influence.

## Extensions
Il existe deux extensions à ce jeu.

### La Bataille des Rois
Chez les mêmes éditeurs
- Permet de jouer à 6, avec l'ajout de la Maison Martell (orange)
- Ajout des Ports
- Nouvelles cartes Personnages
- Ajout des Engins de siège et des Fortifications
- Variantes pour les combats et la phase Westeros

### Une Tempête de Lames
Maintenant disponible en français
- Nouveau plateau de jeu pour une variante importante à 4 joueurs.
- Ajout des Leader
- Nouvelles cartes Personnages
- Ajout de cartes Sauvageons
- Variantes importantes pour le plateau à 4 (cartes Alliés, cartes Stratégie, gués...)

## Seconde édition
Une seconde édition est apparue regroupant la première édition du Trône de Fer ainsi que son extension La Bataille des rois. Cette seconde édition ajoute :
- La Maison Martell
- Des engins de sièges
- Des ports indépendants aux régions
- Une nouvelle carte de Westeros (plus de territoire au Sud pour les Martell, une nouvelle mer pour les Tyrell)
- Des nouvelles cartes personnages pour chaque maison (ex: Roose Bolton, ...)
- Un compteur pour les forteresses
- Des cartes Sauvageons

## Mère des Dragons
Une nouvelle extension a été créée par Fantasy Flight Games et disponible pour le premier trimestre 2019. Cette nouvelle extension ajoute de nombreux aspects :
- La Maison Targaryen
- La Maison Arryn
- Les 3 dragons de Daenerys
- La Banque de Fer
- Le système des Vassaux qui permet de jouer avec les 8 familles dès 3 joueurs
- Une carte d'une partie d'Essos
- Légère modification de la carte Westeros (Royaume des Eryés, nouvelle mer, ...)

Cette extension change considérablement la façon de jouer au Trône de Fer. En effet, déjà sur Westeros l’apparition de la Maison Arryn redistribue les cartes  car elle commence donc ses positions dans le Val d'Arryn avec la possibilité d'aller vers le Nord et se confronter à la famille Stark, à l'Ouest la Maison Greyjoy et au Sud la Maison Baratheon. Les cartes de combat de la famille Arryn sont tournés vers la défense comme le veut l'histoire du Trône de Fer où la Maison Arryn reste neutre dans la guerre des 5 Rois et défend le Val. Une nouvelle mer fait son apparition entre le territoire "Les Doigts" et "La Veuve" qui va devenir un enjeu important pour la défense du territoire du nord en particulier "Blancport" et "Moat Cailin". Le Val a lui aussi été légèrement modifié, le territoire des "Eryés" devient une Forteresse et non plus un château comme dans la version standard. De plus, un château apparaît juste au dessus des "Eryés" et en dessous "Les Doigts" ainsi la Maison Arryn est à proximité en début de partie de 2 forteresses/châteaux et de 3 tonneaux ("Les Eryés", "Les Doigts", "Les Montagnes de la Lune").
Les cartes de combat de la Maison Arryn :
- Lysa Arryn : 4 (force de combat) et capacité spéciale "Si vous possédez un pion ordre de défense dans la zone de bataille et que vous gagnez ce combat, vous pouvez choisir de reprendre cette carte dans votre main au lieu de la défausser"
- Bronze Yohn Royce : 3 et deux symboles fortifications et un symbole épée
- Harry Harding : 2 et un symbole épée
- Ser Vardis Egen : 2 et
- Anya Vanbois : 1 et capacité spéciale "Si vous gagnez ce combat, vous et tous les joueurs qui vous ont accordé leur soutien gagnez 3 pions de pouvoir
- Godric Borrell : 1 et capacité spéciale
- Robert Arryn : 0 et capacité spéciale

La Maison Targaryen commence quant à elle sur Essos et précisément à Pentos territoire avec une Forteresse et un tonneau. La Maison Targaryen n'a pas le même objectif que les autres maisons à savoir être maître de Westeros grâce à la conquête de 7 forteresses/châteaux. Les Targaryen doivent acquérir 7 points de fidélité des territoires. Pour obtenir un point, la famille Targaryen doit conquérir le territoire indiqué lors de la phase Westeros et du paquet numéro 4 (IV). Les territoires à conquérir peuvent se situer n'importe où sur la carte Westeros (de Peyredragon à Pyk ou La Treille). Donc il peut être difficile pour le joueur Targaryen de prendre un territoire en plein milieu de la carte de Westeros et entouré d'ennemis. Pour cela, la Maison Targaryen peut compter sur ses 3 dragons. Ces derniers peuvent se déplacer n'importe où sur la carte. Au fur et à mesure des tours, les dragons grandissent et gagnent en force de combat allant de 0 au début du jeu à 5 au dernier tour. Néanmoins, une fois un dragon tué au combat il est définitivement disparu et ne pourra plus réapparaître.
Les cartes de combat de la Maison Targaryen deux possibilités :
Version A
- Khal Drogo : 4 et capacité spéciale
- Arstan Barbe-Blanche : 3
- Ser Jorah Mormont : 2 et
- : 2
- Daenerys Targaryen : 1 et capacité spéciale
- Viserys Targaryen : 1 et capacité spéciale
- Illyrio Mopatis : 0 et capacité spéciale

Version B
- Daenerys Targaryen : 4 et capacité spéciale
- Daario Naharis : 3 et un symbole épée
- Vert-Gris : 2 et un symbole épée et un symbole fortification
- Belwas le Fort : 2 et deux symboles épées
- Capitaine Groleo : 1 et capacité spéciale
- Rakharo : 1 et capacité spéciale
- Missandei : 0 et capacité spéciale

La carte Essos contient plusieurs territoires à savoir :
- Pentos, la capitale des Tagaryen au début de la partie (une forteresse, un port, un tonneau et un premier point de fidélité)
- Volantis (une forteresse, un port et un symbole couronne)
- La Rhoyne (un tonneau)
- Braavos (un château et un port)
- Myrth (un tonneau et un symbole couronne)

De plus, les créateurs du jeu ont ajouté une règle très intéressante à savoir celle des vassaux. Il était assez frustrant en cas de nombre insuffisant de joueurs de devoir se passer de certaines familles et territoires. Donc maintenant toutes les familles sont disponibles et sont contrôlées par les joueurs. Par exemple, un joueur contrôle la Maison Baratheon, un autre la Maison Arryn et un autre la Maison Tyrell. Alors le premier sur la piste du Trône de Fer va choisir un vassal, par exemple Martell, et lui indiquera des ordres spécifiques aux Vassaux. Chaque tour les Vassaux peuvent être contrôlés par un joueur différent en fonction des choix et de la place occupé sur la piste d'influence du Trône de Fer. Enfin, en cas de combat, le joueur contrôlant le Vassal n'utilisera ni ses propres cartes ni les cartes de la Maison attaquée, par exemple Martell, mais une des cartes spécifiques pour les Vassaux. Toutes ces cartes allant de force 4 à 0 ont souvent des capacités spéciales et parfois des symboles épée ou tour.
Les cartes des Vassaux :
- Bronn : 4 (force de combat)
- Béric Dondarrion : 3
- Janos Slynt : 2
- Jon Connington : 2
- Jaqen H'Gar : 1
- Syrio Forel : 1
- Varys : 0

La Banque de Fer est la dernière nouveauté ajoutée. Cette banque, située dans la cité de Braavos dans l'histoire de George R. R. Martin, peut fournir des avantages considérables mais elle sera remboursée de n'importe quelle manière. Ainsi des cartes avec certains avantages (recrutement mercenaires, recrutement intendant avisé, ...) sont disponibles à la Banque en échange de pions de pouvoir (1, 4 ou 7). Trois cartes de la Banque sont présentées chaque tour. Si la carte n'a pas été achetée, son prix diminue au prochain tour (de 7 à 4 et de 4 à 1). Une fois la carte achetée, le joueur doit verser des intérêts d'un pion de pouvoir par tour à la Banque de Fer pour chaque carte achetée jusqu'à la fin de la partie. Si le joueur ne peut pas payer alors la Banque se tournera vers un adversaire pour lui conférer un avantage.